# Asaf Avidan

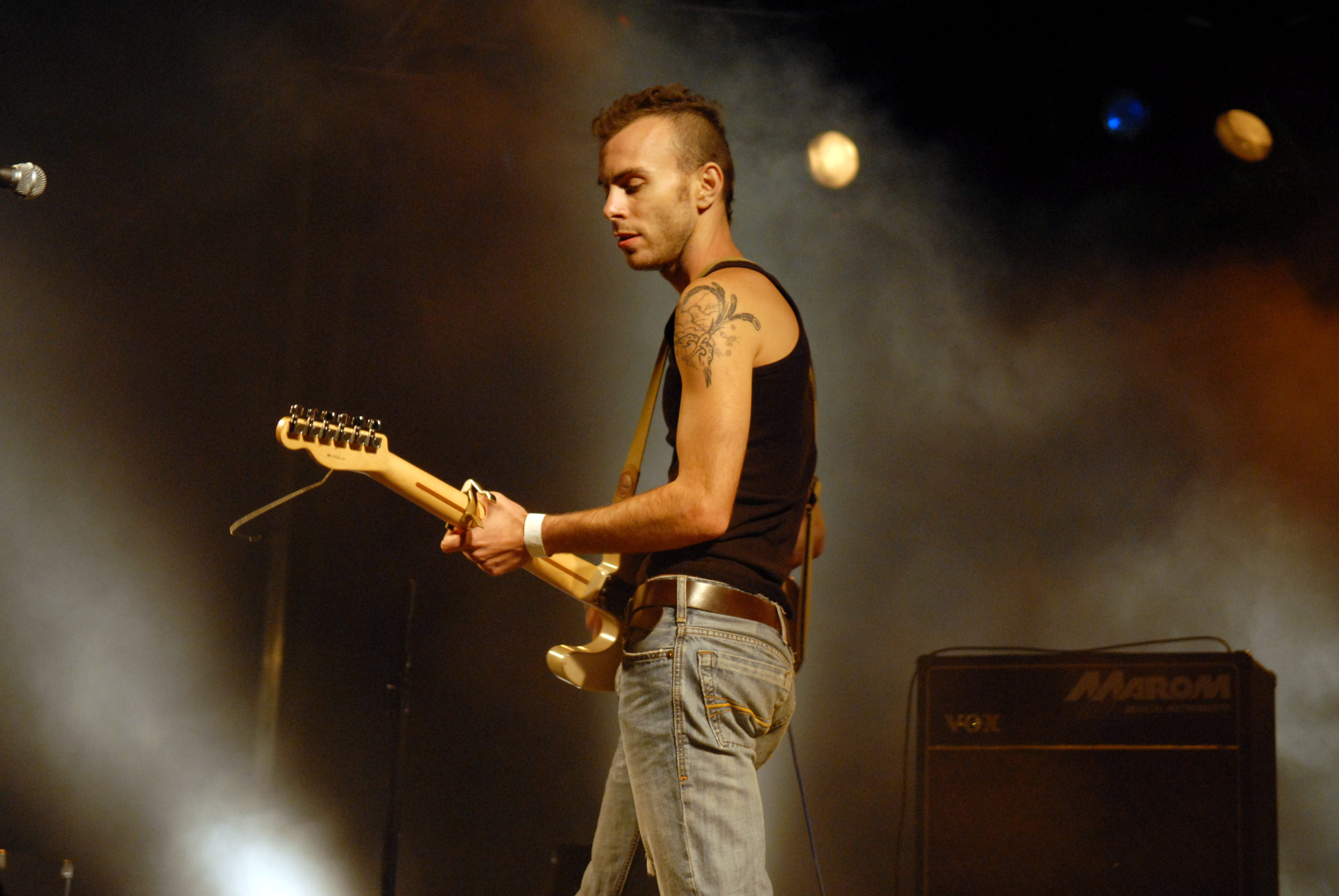
Asaf Avidan (2011)

Asaf Avidan (* 23. März 1980 in Jerusalem) ist ein israelischer Folk-Rock-Musiker. Sein Gesang ist geprägt von seiner hohen Stimmlage und wird teilweise mit dem von Janis Joplin oder Robert Plant verglichen.

## Karriere
Asaf Avidan wuchs als Sohn israelischer Diplomaten unter anderem in Jamaika auf.
Musikalisch beeinflusst wurde er durch die umfangreiche Plattensammlung seiner Eltern, in der sich verschiedenste Stilrichtungen fanden. Später kamen CDs seines älteren Bruders hinzu, der als Manager eines Plattenladens arbeitete. Als wichtige Einflüsse nennt Avidan die Bands und Musiker Bob Dylan, Leonard Cohen, Tom Waits, Nirvana, Soundgarden, Pearl Jam, Led Zeppelin, Jimi Hendrix, The Doors, Radiohead, Muddy Waters, John Lee Hooker und Blind Willie McTell, aber auch klassische Musik, etwa von Chopin und Beethoven.
Nachdem er mit 13 oder 14 Jahren ein Metallica-Konzert besucht hatte, wünschte er sich ein Schlagzeug, weil er wie Lars Ulrich sein wollte. Da ein Schlagzeug für die Wohnung zu groß und laut war, bekam er eine E-Gitarre. Doch über eine Gitarrenstunde kam er nicht hinaus. Erst während des Wehrdienstes holte er sie wieder hervor. Er war in der Armee Außenseiter. Daraufhin brachte er sich selbst ein paar Akkorde bei und schrieb und spielte Lieder, um seine Gefühle auszudrücken. Nachdem er nach Ende seines Wehrdienstes dieses Ventil für seine Emotionen nicht mehr benötigte, legte er die Gitarre wieder beiseite und studierte Film und Animation. In dieser Zeit war er in Israel dreizehn Jahre als Synchronsprecher unter anderem für die Fernsehserie Die Schlümpfe tätig.
Erst nach der Trennung von seiner langjährigen Freundin holte er die Gitarre erneut hervor, um die Musik als Ausdrucksmittel zu nutzen und entschied sich, Musiker zu werden. Sechs Lieder, in denen er das Zerbrechen seiner Beziehung verarbeitete, veröffentlichte er 2006 in Israel als Debüt-EP Now That You’re Leaving. Avidan veröffentlichte die EP – wie auch alle weiteren Alben – auf dem eigenen Label Telmavar Records, das er gemeinsam mit seinem Bruder Roie Avidan gründete. Für eine Tour durch Clubs in Israel stellte er mit dem Bassisten Ran Nir, dem Schlagzeuger Yoni Sheleg, dem Gitarristen Roi Peled und der Cellistin Hadas Kleinman eine Band zusammen, die sich Asaf Avidan & the Mojos nannte. 
Die Band veröffentlichte 2008 das Album The Reckoning. Die Reaktionen auf das Album waren weitestgehend positiv und brachten Avidan eine Nominierung als bester israelischer Künstler bei den MTV Europe Music Awards ein. Der Titel Weak des Albums The Reckoning war Teil des Soundtracks zum Film The Tree (2010). Im Jahr 2009 folgte das Album Poor Boy/Lucky Man. Die Lieder drehen sich thematisch um einen Jungen, der mit einem Loch anstelle des Herzens geboren wird. Es wurde ursprünglich mit zwei verschiedenen Covers veröffentlicht: einer Poor-Boy- und einer Lucky-Man-Version.
Für die beiden Alben The Reckoning und Poor Boy/Lucky Man schlossen Asaf Avidan & the Mojos einen Lizenzvertrag mit Sony/Columbia Records für den Vertrieb der Alben in Europa. Die Alben wurden mit einiger Verzögerung auch in Teilen Europas offiziell veröffentlicht (The Reckoning 2010 und Poor Boy/Lucky Man 2011).
Bei ihren Touren in Israel konnten Asaf Avidan & the Mojos eine beachtliche Fangemeinde gewinnen. Sie füllten bei ihren Auftritten schließlich große Hallen. Ihre Alben erreichten in Israel Goldstatus. Es folgten Auftritte in Europa, unter anderem zwei Auftritte im WDR-Rockpalast. Avidan war zudem im Vorprogramm zahlreicher bekannter Musiker zu hören, so zum Beispiel für Morrissey in Tel Aviv im Jahr 2008, für Bob Dylan im Ramat-Gan-Stadion im Juni 2011 oder bei einem The-Who-Tribute- und Benefizkonzert in der Carnegie Hall im Jahr 2010.
2010 folgte das dritte Album von Asaf Avidan & the Mojos Through the Gale. Es handelt sich um ein Konzeptalbum über einen Kapitän, der auf der Suche nach Unsterblichkeit mit seiner Crew ins Reich der Götter fahren will. Letztlich lernt er, dass eine Reise ohne Heimat und ein Leben ohne Tod sinnlos sind. Musikalisch wird die Stimmung der verschiedenen Stationen dieser Seefahrt eingefangen. 
Im Juli 2011 kündigten die Mojos eine kreative Pause an, um Soloprojekte zu verfolgen. Asaf Avidan tourte, begleitet von der Cellistin Karni Postel, mit einem Akustikprogramm durch Israel, Frankreich und Deutschland. Die positiven Reaktionen seines Publikums veranlassten ihn zur Aufnahme eines live eingespielten Akustik-Albums.
Ein Teil des Liedes Reckoning Song fand als Edit Einsatz in dem Remix One Day des Berliner Musikers und DJs Wankelmut. One Day erfreute sich großer Beliebtheit auf der Internetplattform SoundCloud und bei YouTube und wurde im Juni 2012 als Single veröffentlicht. Nach sechs Wochen war das Lied in den deutschen Top 10 und nach drei weiteren Wochen erreichte es Platz 1. Daraufhin wurde es auch in den Nachbarländern veröffentlicht und stieg in Österreich und der Schweiz sowie in Belgien, den Niederlanden und später Italien ebenfalls bis an die Chartspitze. Am 17. August wurde das Album The Reckoning, auf dem der Original-Reckoning Song ursprünglich erschienen ist, mit dem Remix als zusätzlichem Track wiederveröffentlicht. Der Re-Release stieg auf Platz 23 der deutschen Album-Charts ein. Das offizielle Musikvideo zu One Day wurde seit der Veröffentlichung auf YouTube im Juni 2012 bis Juni 2013 über 100 Millionen Mal angesehen.
Inzwischen wurde aus der zunächst angekündigten „kreativen Pause“ von Asaf Avidan & the Mojos eine endgültige Auflösung der Band. Zum Abschluss der gemeinsamen Karriere wurde die DVD Final Stages veröffentlicht. Sie enthält Mitschnitte verschiedener Auftritte von Asaf Avidan & the Mojos während der letzten drei Jahre, die sie gemeinsam auf Tour waren, gemischt mit Backstage-Aufnahmen und Interviewausschnitten.
Ein neues Soloalbum von Asaf Avidan mit dem Titel Different Pulses erschien in Israel im September 2012 und in Deutschland am 23. November 2012. Die erste Single hieraus, Different Pulses, wurde am 7. Mai 2012 zunächst auf YouTube und SoundCloud veröffentlicht, später auch in den Download-Stores. Die Single enthält als B-Seiten zwei Remixe sowie Conspiratory Visions of Gomorrah ebenfalls aus dem Album Different Pulses. Ein weiteres Lied, Cyclamen, erschien auf YouTube und SoundCloud am 20. August 2012. Produziert wurde das Album von Tamir Muskat, dem Schlagzeuger der Band Balkan Beat Box. Bis auf wenige Ausnahmen (Trompete, Posaune und Bass-Klarinette) sind alle Instrumente von Asaf Avidan und Tamir Muskat eingespielt. Sie nahmen das Album in Etappen auf, wenn sie zwischen ihren Tourterminen gemeinsam Zeit hatten. Während Asaf Avidan bei früheren Alben versuchte, die Musik so aufzunehmen, wie er sie live spielte, wollte er diesmal eine Studioaufnahme, die sich vom Live-Spiel unterscheidet. Dies stellt ihn nun vor eine besondere Herausforderung, die Lieder live zu spielen. Den Album-Titel Different Pulses wählte Asaf Avidan, zum einen weil sich das Album stilistisch und im Produktionsprozess von den Alben mit den „Mojos“ unterscheidet, zum anderen wegen des das Album durchziehenden Grundthemas: Der Suche nach Liebe, Frieden und/oder Sicherheit in dem Wissen, diese nie zu finden, weil es immer verschiedene Impulse/Pulsschläge gibt, die sich nie ganz synchronisieren lassen.

## Diskografie
Alben
- 2008: The Reckoning (Asaf Avidan & the Mojos)
- 2009: Poor Boy/Lucky Man (Asaf Avidan & the Mojos)
- 2010: Through the Gale (Asaf Avidan & the Mojos)
- 2012: Avidan in a Box – Live Acoustic Recordings (Asaf Avidan, Downloadalbum)[19]
- 2012: Different Pulses (Asaf Avidan)
- 2015: Gold Shadow (Asaf Avidan)
- 2017: The Study on Falling (Asaf Avidan)
- 2018: In a Box II (Asaf Avidan, Downloadalbum)
- 2020: Anagnorisis (Asaf Avidan)
- 2023: In a Box III (Asaf Avidan)

EPs
- 2006: Now That You’re Leaving (Asaf Avidan)

Singles
- 2010: Weak (mit den Mojos)
- 2010: Little Stallion (mit den Mojos)
- 2012: One Day/Reckoning Song (mit den Mojos, Wankelmut Remix)
- 2012: Different Pulses
- 2013: Love It or Leave It
- 2014: Over My Head
- 2015: Gold Shadow
- 2017: My Old Pain
- 2020: Lost Horse (Remix featuring MC Solaar)
- 2021: Bang Bang
- 2025: Haunted

Boxsets
- 2012: The Mojo Collection (Asaf Avidan & the Mojos; enthält die drei Alben The Reckoning, Poor Boy/Lucky Man und Through the Gale)

Videoalben
- 2012: Final Stages (Asaf Avidan & the Mojos)[15]

## Auszeichnungen für Musikverkäufe
| Goldene Schallplatte - Dänemark - 2012: für die Single One Day/Reckoning Song - Frankreich - 2015: für das Album Gold Shadow - 2023: für das Album The Study on Falling - 2025: für die Single Lost Horse - Neuseeland - 2015: für die Single One Day/Reckoning Song - Portugal - 2022: für die Single One Day/Reckoning Song Platin-Schallplatte - Belgien - 2012: für die Single One Day/Reckoning Song - Frankreich - 2013: für das Album Different Pulses - 2013: für die Single One Day/Reckoning Song | 2× Platin-Schallplatte - Dänemark - 2013: für das Streaming One Day/Reckoning Song 3× Platin-Schallplatte - Schweden - 2013: für die Single One Day/Reckoning Song 4× Platin-Schallplatte - Italien - 2014: für die Single One Day/Reckoning Song |

Anmerkung: Auszeichnungen in Ländern aus den Charttabellen bzw. Chartboxen sind in ebendiesen zu finden.
| Land/RegionAuszeichnungen für Musikverkäufe (Land/Region, Auszeichnungen, Verkäufe, Quellen) | Silber  | Gold     | Platin       | Verkäufe | Quellen              |
| -------------------------------------------------------------------------------------------- | ------- | -------- | ------------ | -------- | -------------------- |
| Belgien (BRMA)                                                                               | —       | —        | Platin1      | 30.000   | ultratop.be          |
| Dänemark (IFPI)                                                                              | —       | Gold1    | 2× Platin2   | 15.000   | ifpi.dk              |
| Deutschland (BVMI)                                                                           | —       | —        | Platin1      | 300.000  | musikindustrie.de    |
| Frankreich (SNEP)                                                                            | —       | 3× Gold3 | 2× Platin2   | 450.000  | snepmusique.com      |
| Italien (FIMI)                                                                               | —       | —        | 4× Platin4   | 120.000  | fimi.it              |
| Neuseeland (RMNZ)                                                                            | —       | Gold1    | —            | 7.500    | radioscope.co.nz     |
| Österreich (IFPI)                                                                            | —       | —        | Platin1      | 30.000   | ifpi.at              |
| Portugal (AFP)                                                                               | —       | Gold1    | —            | 5.000    | Einzelnachweise      |
| Schweden (IFPI)                                                                              | —       | —        | 3× Platin3   | 120.000  | sverigetopplistan.se |
| Schweiz (IFPI)                                                                               | —       | —        | 3× Platin3   | 90.000   | hitparade.ch         |
| Vereinigtes Königreich (BPI)                                                                 | Silber1 | —        | —            | 200.000  | bpi.co.uk            |
| Insgesamt                                                                                    | Silber1 | 6× Gold6 | 17× Platin17 |          |                      |